# Białoruska Partia Socjalno-Sportowa
Białoruska Partia Socjalno-Sportowa (biał. Беларуская сацыяльна-спартыўная партыя, Biełaruskaja sacyjnalna-spartyunaja partyja, ros. Белорусская социально-спортивная партия, Biełorusskaja socyalno-sportiwnaja partija) – partia polityczna na Białorusi. Jej przewodniczącym jest Uładzimir Aleksandrowicz, a organem kierowniczym – Rada. Zdaniem białoruskiego historyka Ihara Lalkoua, partia należy do tzw. partii-fantomów, których działalność ogranicza się do pracy ich liderów i pewnej szczątkowej aktywności w czasie kampanii wyborczych.

## Program
Deklarowanym celem partii jest wspieranie rozwoju gospodarczo rozwiniętego, socjalnie zorientowanego i stabilnego państwa poprzez doskonalenie norm społecznych; zjednoczenie postępowych sił Republiki Białorusi na rzecz realizacji programów socjalnych, które sprzyjać będą wzrostowi duchowego, kulturalnego i gospodarczego potencjału ludu białoruskiego; zwrócenie uwagi społeczeństwa na problemy wychowania dorastającego pokolenia, propagowanie idei obywatelskości, patriotyzmu i zdrowego stylu życia; włączenie obywateli do udziału w samorządzie lokalnym, do rozwiązywania socjalnych zadań, które stoją przed społeczeństwem.
Zdaniem Ihara Lalkoua, partia we wszystkich aspektach życia społeczno-politycznego popiera stanowisko prezydenta Alaksandra Łukaszenki.

### Polityka zagraniczna
Partia w swoim programie poświęca bardzo niewiele miejsca polityce zagranicznej. Pewne wnioski na temat jej programu w tym zakresie można wysnuć na podstawie Odezwy do narodu rosyjskiego opublikowanej w listopadzie 2004 roku. Odezwa podpisana została przez przewodniczących szeregu partii proprezydenckich, w tym Białoruskiej Partii Socjalno-Sportowej. W dokumencie tym sygnatariusze jednoznacznie poparli integrację Białorusi i Rosji, w ostrych słowach krytykując Zachód i siły prozachodnie w kraju.

## Historia
Utworzona 6 listopada 1994 roku. Zarejestrowana 9 grudnia 1994 roku. Pomyślnie przeszła obowiązkową ponowną rejestrację 13 września 1999 roku. W wyborach parlamentarnych zdobywała kolejno następującą liczbę mandatów:
- wybory parlamentarne na Białorusi w 2000 roku – 1 mandat (przewodniczący partii Uładzimir Aleksandrowicz);
- wybory parlamentarne na Białorusi w 2004 roku – brak mandatów;
- wybory parlamentarne na Białorusi w 2008 roku – brak mandatów.

Wybory w latach 2000, 2004 i 2008 zostały uznane przez OBWE za niedemokratyczne, zatem ich oficjalne wyniki nie muszą odzwierciedlać rzeczywistego poparcia dla partii w białoruskim społeczeństwie.